# Eurithia indigens
Eurithia indigens là một loài ruồi trong họ Tachinidae.